# Tornatina estriata
Tornatina estriata is een slakkensoort uit de familie van de Cylichnidae. De wetenschappelijke naam van de soort is voor het eerst geldig gepubliceerd in 1914 door Preston.